# 법원행정처 차장
법원행정처 차장(法院行政處 次長)은 처장을 보좌하여 법원행정처의 사무를 처리하는 직위이다.

## 임명
- 판사·검사·변호사, 변호사 자격이 있는 사람으로서 국가기관·지방자치단체·「공공기관의 운영에 관한 법률」 제4조에 따른 공공기관이나 그 밖의 법인에서 법률에 관한 사무에 종사한 사람, 변호사 자격이 있는 사람으로서 공인된 대학의 법률학 조교수 이상으로 재직한 사람 중에서 45세 이상에서 대법원장이 보한다.

## 역할
- (법원조직법 제67조제3항) 차장은 처장을 보좌하여 법원행정처의 사무를 처리하고, 처장이 궐위되거나 부득이한 사유로 직무를 수행할 수 없을 때에는 그 권한을 대행한다.

## 역대 차장

### 미 군정 사법행정처 차장
| 대법원장 | 대수 | 이름           | 임기                              | 비고 |
| -------- | ---- | -------------- | --------------------------------- | ---- |
| 미 군정  | 초대 | 정창운(鄭暢雲) | 1948년 7월 22일 ~ 1948년 8월 15일 |      |

### 법원행정처 차장
| 대법원장 | 대수 | 이름           | 임기                         | 비고      |
| -------- | ---- | -------------- | ---------------------------- | --------- |
| 김병로   | 초대 | 한성수(韓聖壽) | 1952년 4월 25일 ~ 1955년 7월 | 1급       |
| 김병로   | 2대  | 민문기(閔文基) | 1955년 10월 ~ 1959년 1월     | 직제 폐지 |

| 대법원장 | 대수           | 이름                               | 임기                                             | 비고   |
| -------- | -------------- | ---------------------------------- | ------------------------------------------------ | ------ |
| 조진만   | -              | -                                  | 1962년 7월 14일 ~ 1968년 11월 4일                | 공석   |
| 민복기   | 초대           | 이병호(李丙浩)                     | 1968년 11월 5일 ~ 1971년 9월 7일                 | 차관급 |
| 민복기   | 2대            | 김윤행(金允行)                     | 1971년 9월 7일 ~ 1973년 3월 24일                 |        |
| 민복기   | 3대            | 신창동(申昌東)                     | 1973년 3월 27일 ~ 1977년 1월 4일                 |        |
| 민복기   | 4대            | 김기홍(金淇洪)                     | 1977년 1월 4일 ~ 1980년 6월 2일                  |        |
| 이영섭   | 4대            | 김기홍(金淇洪)                     | 1977년 1월 4일 ~ 1980년 6월 2일                  |        |
| 5대      | 김덕주(金德柱) | 1980년 6월 2일 ~ 1981년 4월 17일   |                                                  |        |
| 유태흥   | 6대            | 오성환(吳成煥)                     | 1981년 4월 20일 ~ 1982년 3월 10일                |        |
| 유태흥   | 7대            | 최재호(崔在護)                     | 1982년 3월 12일 ~ 1983년 9월 1일                 |        |
| 유태흥   | 8대            | 박우동(朴禹東)                     | 1983년 9월 1일 ~ 1986년 4월 16일                 |        |
| 김용철   | 9대            | 임규운(林圭雲)                     | 1986년 4월 16일 ~ 1988년 7월 20일                |        |
| 이일규   | 10대           | 김석수(金碩洙)                     | 1988년 7월 20일 ~ 1991년 1월 17일                |        |
| 김덕주   | 11대           | 박만호(朴萬浩)                     | 1991년 1월 28일 ~ 1991년 9월 12일                |        |
| 김덕주   | 12대           | 김성일(金聖一)                     | 1991년 9월 16일 ~ 1993년 4월 26일                |        |
| 김덕주   | 13대           | 가재환(賈在桓)                     | 1993년 4월 26일 ~ 1993년 10월 15일               |        |
| 윤관     | 14대           | 이용훈(李容勳)                     | 1993년 10월 15일 ~ 1994년 7월 11일               |        |
| 윤관     | 15대           | 서성(徐晟)                         | 1994년 7월 21일 ~ 1997년 9월 12일                |        |
| 윤관     | 16대           | 변재승(邊在承)                     | 1997년 9월 22일 ~ 1999년 2월 26일                |        |
| 윤관     | 17대           | 김효종(金曉鍾)                     | 1999년 3월 1일 ~ 1999년 10월 11일                |        |
| 최종영   | 18대           | 손지열(孫智烈)                     | 1999년 10월 11일 ~ 2000년 7월 11일               |        |
| 최종영   | 19대           | 김용담(金龍潭)                     | 2000년 7월 21일 ~ 2003년 2월 12일                |        |
| 최종영   | 20대           | 양승태(梁承泰)                     | 2003년 2월 12일 ~ 2003년 9월 15일                |        |
| 최종영   | 21대           | 이공현(李恭炫)                     | 2003년 9월 15일 ~ 2005년 2월 14일                |        |
| 최종영   | 22대           | 김황식(金滉植)                     | 2005년 2월 14일 ~ 2005년 11월 21일               |        |
| 이용훈   | 22대           | 김황식(金滉植)                     | 2005년 2월 14일 ~ 2005년 11월 21일               |        |
| 23대     | 목영준(睦榮埈) | 2005년 12월 14일 ~ 2006년 8월 24일 |                                                  |        |
| 24대     | 차한성(車漢成) | 2006년 8월 24일 ~ 2008년 2월 23일  |                                                  |        |
| 25대     | 이진성(李鎭盛) | 2008년 2월 23일 ~ 2010년 2월 11일  |                                                  |        |
| 26대     | 이상훈(李尙勳) | 2010년 2월 11일 ~ 2011년 2월 17일  |                                                  |        |
| 27대     | 김용덕(金龍德) | 2011년 2월 17일 ~ 2011년 11월 2일  |                                                  |        |
| 27대     | 김용덕(金龍德) | 2011년 2월 17일 ~ 2011년 11월 2일  | 양승태                                           |        |
| 28대     | 고영한(高永銲) | 2011년 11월 2일 ~ 2012년 7월 5일   |                                                  |        |
| 29대     | 권순일(權純一) | 2012년 8월 9일 ~ 2014년 8월 18일   |                                                  |        |
| 30대     | 강형주(姜炯周) | 2014년 8월 18일 ~ 2015년 8월 12일  |                                                  |        |
| 31대     | 임종헌(林鍾憲) | 2015년 8월 12일 ~ 2017년 3월 19일  | 일선 판사들의 사법개혁 저지 의혹과 관련하여 사퇴 |        |
| 32대     | 김창보(金昶寶) | 2017년 5월 1일 ~ 2018년 1월 27일   |                                                  |        |
| 32대     | 김창보(金昶寶) | 2017년 5월 1일 ~ 2018년 1월 27일   | 김명수                                           |        |
| 33대     | 김인겸(金仁謙) | 2018년 1월 28일 ~ 2021년 2월 8일   |                                                  |        |
| 34대     | 김형두(金炯枓) | 2021년 2월 9일 ~ 2023년 2월 19일   |                                                  |        |
| 35대     | 박영재(朴英在) | 2023년 2월 20일 ~ 2024년 2월 4일   |                                                  |        |
| 조희대   | 36대           | 배형원(裵亨元)                     | 2024년 2월 5일 ~                                 |        |

## 같이 보기
- 법원행정처
- 법원행정처장